# Soziale Freiheitspartei
Die Soziale Freiheitspartei (Kurzbezeichnung: SFP) war eine freiwirtschaftliche Partei in der amerikanischen Besatzungszone. Sie wurde im Juli 1946 in Württemberg-Baden gegründet.
Sie ging 1950 in der trizonalen Frei-Sozialen Union auf.